# 道添愛美
道添 愛美（みちぞえ あみ、1979年3月11日 - ）は、日本の女性声優。福岡県出身。

## 人物
以前は東映アカデミーに所属していた。
趣味はフルート、歌、演劇鑑賞。
資格は保育士資格免許、幼稚園教諭2種免許。

## 出演作品

### テレビアニメ
2005年
- ふたりはプリキュア Max Heart（木村）

2006年
- エア・ギア（陸上部部長）
- 働きマン（マッサージ店の店員）
- ふたりはプリキュア Splash Star（アナウンス）

2007年
- Yes!プリキュア5（中沢絵理、生徒、バスケ部員、AD、演劇部部長、美術スタッフ）

2008年
- Yes!プリキュア5GoGo!（生徒B、女性、店員）
- おじゃる丸（ムコ蜂、客、婦人、女性、虫の女の子）
- キャシャーン Sins（ロボット、母親）

2009年
- 空中ブランコ（子ども）
- フレッシュプリキュア!（子ども、リポーター、カップルの女、女の子、メイド）

2010年
- おじゃる丸（客、婦人、女性）
- ハートキャッチプリキュア!（女子生徒、少年、生徒会幹部）
- フレッシュプリキュア!（放送、女）

2011年
- おじゃる丸（虫の女の子）
- スイートプリキュア♪（先生）
- トリコ（売り子）

### 劇場アニメ
2008年
- 映画 Yes!プリキュア5GoGo! お菓子の国のハッピーバースディ♪（母親）

2009年
- 映画 フレッシュプリキュア! おもちゃの国は秘密がいっぱい!?（店員）

2011年
- 手塚治虫のブッダ -赤い砂漠よ!美しく-
- トリコ 3D 開幕!グルメアドベンチャー!!（ボサボサ）

### ゲーム
2008年
- スペクトラルフォース ジェネシス（ネオリス、シャイアー）

### テレビドラマ
- 相棒 Season4
- 監察医・室生亜季子 笑った似顔絵 うつ病の男に後妻に入った女 1本の毛髪が暴く白骨死体の8年間
- 獣医・いかり七緒の殺人診断
- 西村京太郎トラベルミステリー 五能線の女

### 特撮
2003年
- 美少女戦士セーラームーン

2009年
- 仮面ライダーディケイド

2010年
- 仮面ライダー×仮面ライダー オーズ&ダブル feat.スカル MOVIE大戦CORE（プテラノドンヤミー♀の声）